# Dulce María
Pour les articles homonymes, voir Espinosa.
Dulce María (née Dulce María Espinosa Saviñón le 6 décembre 1985) est une actrice et une chanteuse mexicaine.

## Filmographie

### Telenovelas
- 1993 : En la casa de tu mamá : La Chava Naca
- 1994 : El Vuelo del Águila : Delfina Ortega de Díaz
- 1995 : Retrato de Familia : Elvira Preciado
- 1995 : Agujetas de Color de Rosa:  Tina
- 1996 : Cancion de Amor : Nuria
- 1997 : Infierno en el Paraiso : Dariana Valdivia
- 1998 : Huracán:  Rosio Reverte
- 1999 : Nunca te Olvidaré : Silvia Requena Ortiz
- 1999 : Sueños de Juventud  :  Mary Cejitas
- 2000 : Primer amor... a mil por hora :  Britanny
- 2001 : Locura de Amor :  Ximena
- 2002-2003 : Clase 406 :  Marcela Mejia, dite Marce
- 2004-2006 : Rebelde :  Roberta Alejandra María Pardo Rey
- 2009 : Verano de amor : Miranda Perea Olmos
- 2016 : Corazón que miente : Renata Ferrer Jáuregui
- 2017-2018 : Muy padres : Pamela Díaz

### Films
- 1997 : Juguito de Ciruela : Julieta Luna
- 1999 : Inesperado Amor : Lorena
- 2000 : Bienvenida al Clan : Aleshaí
- 2010 : Alguien Ha Visto a Lupita? : Lupita

### Séries télévisées
- 1993-1995 : Plaza Sésamo
- 2007 : RBD: La Familia : Dul

## Discographie Solo

### Albums
- 2010 : Extranjera [Primera Parte]
- 2011 : Extranjera [Segunda Parte]
- 2014 : Sin Fronteras
- 2017 : DM

### Singles
- 2008 : Il Regalo Più Grande|El Regalo Màs Grande (avec Tiziano Ferro et Anahí)
- 2009 : El Verano
- 2009 : Beautiful (avec Akon)
- 2009 : Déjame Ser
- 2010 : Inévitable
- 2010 : Ya no
- 2011 : Ingenua
- 2013 : Lagrimas
- 2014 : Antes Que Ver El Sol
- 2014 : O Lo Haces Tú O Lo Hago Yo
- 2016 : Dejarte De Amar (Pour la telenovela Corazon que miente)
- 2017 : No Sé Llorar
- 2017 : Volvamos (feat. Joey Montana)
- 2017 : Rompecorazones